# Hylophorbus
Hylophorbus é um gênero de anfíbios da família Microhylidae.
As seguintes espécies são reconhecidas:
- Hylophorbus atrifasciatus Kraus, 2013
- Hylophorbus infulatus (Zweifel, 1972)
- Hylophorbus nigrinus Günther, 2001
- Hylophorbus picoides Günther, 2001
- Hylophorbus proekes Kraus & Allison, 2009
- Hylophorbus rainerguentheri Richards & Oliver, 2007
- Hylophorbus richardsi Günther, 2001
- Hylophorbus rufescens Macleay, 1878
- Hylophorbus sextus Günther, 2001
- Hylophorbus sigridae Günther, Richards & Dahl, 2014
- Hylophorbus tetraphonus Günther, 2001
- Hylophorbus wondiwoi Günther, 2001